# Cecropis abyssinica
La golondrina abisinia (Cecropis abyssinica) es una especie de ave paseriforme de la familia Hirundinidae propia del África subsahariana, desde Sierra Leona hasta Sudán del Sur y el este de Sudáfrica. Es parcialmente migratoria, ya que las aves de Sudáfrica pasa el invierno más hacia el norte. Las poblaciones del oeste de África abandonan el norte, dentro de su rango de reproducción, en la estación seca.

## Descripción
La golondrina abisinia mide 10 a 15 cm. de largo. Posee unas partes superiores de color azul oscuro, con una cola roja y una cabeza color rufo. La parte baja es blanca y las plumas interiores y exteriores de las alas son de un marrón negruzco. Las plumas debajo de las alas son leonadas. La cola, negruzca, tiene plumas muy largas, que son más largas en el macho que en la hembra. Los pichones son menos llamativos y tienen un tono más marrón, además de plumas más cortas en la cola. Hay cinco o seis subespecies que se diferencian en el tono de la parte baja.
La golondrina abisinia tiene rayas más oscuras en la parte baja, una cola de un rojo más profundo y colores más brillantes en la cabeza que H. cucullata. H. abyssinica también prefiere los hábitats menos abiertos. La golondrina abisinia es común y se ha beneficiado de la disponibilidad de lugares para hacer su nido en los ambientes donde vive. Se alimenta básicamente de insectos voladores, pero también es conocida por comer pequeños frutos. Su vuelo es errático y su llamado es un zeh zeh nasal.

## Comportamiento

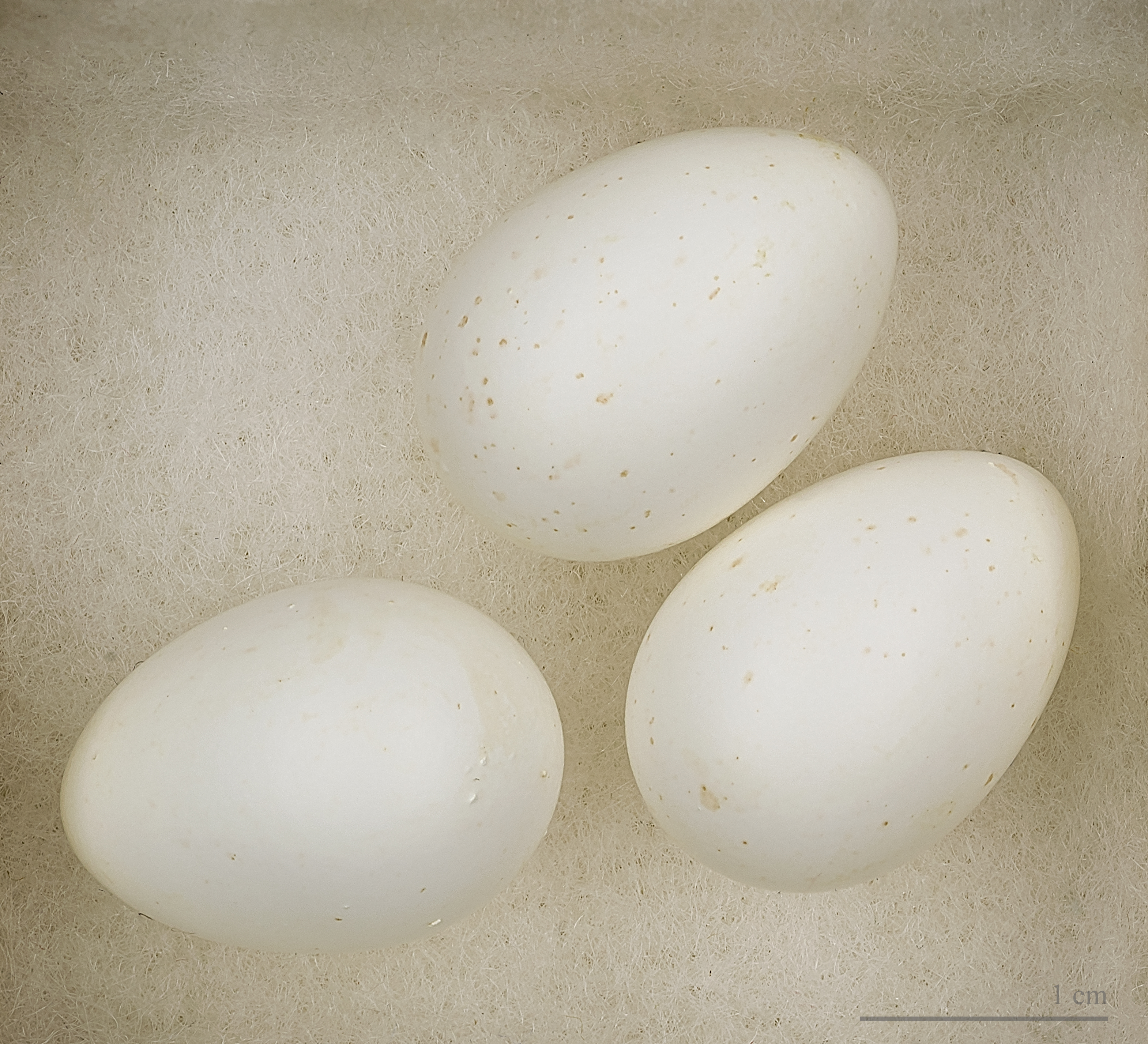
Huevos de Cecropis abyssinica

Esta ave habita mayoritariamente tierras bajas y boscosas, a diferencia de Hirundo cucullata, que habita en los pastizales de montaña. También se la suele encontrar cerca de poblaciones humanas. La golondrina abisinia construye un nido de barro con forma de tazón con una entrada tubular en alguna estructura apropiada para tal fin. El nido posee un revestimiento ligero y puede ser reutilizado en años siguientes. Puede ser fabricado en una cueva, una saliente entre las rocas o en una rama de un árbol. La especie se ha visto beneficiada de su habilidad para utilizar edificios, puentes, alcantarillas y similares. Si se le da a elegir, seleccionará el lugar más elevado para construirlo.
Los huevos son de un color blanco brillante, con unas pocas manchas marrones; típicamente, hay tres huevos en un nido. La hembra realiza sola la incubación por 14 a 16 días, hasta que el cascarón se rompe. Luego, ambos padres alimentan a la cría. Emplumecen tras 17 a 19 días, pero los pichones regresarán al nido pocos días después de su primer vuelo.